# Шаптељ
Шаптељ (алб. Shaptej) је насељено место у општини Дечани, на Косову и Метохији. Према попису становништва из 2011. у насељу је живео 591 становник.

## Становништво
Према попису из 2011. године, Шаптељ има следећи етнички састав становништва:
| Националност | 2011.        |
| Албанци      | 560 (94,75%) |
| Египћани     | 16 (2,71%)   |
| Роми         | 14 (2,37%)   |
| непознато    | 1 (0.17%)    |
| Укупно       | 591          |

| Демографија | Демографија | Демографија |
| Година      | Становника  | Становника  |
| ----------- | ----------- | ----------- |
| 1948.       | 254         |             |
| 1953.       | 269         |             |
| 1961.       | 305         |             |
| 1971.       | 351         |             |
| 1981.       | 459         |             |
| 1991.       | 548         |             |
| 2011.       | 591         |             |